# 7A busz (Sopron, 2023-ig)
A soproni 7A jelzésű autóbusz Jereván lakótelep és Csengery utca, Király Jenő utca végállomások között közlekedett.

## Története
Korábban a 7A busz minden nap 18-23 óra között járt a 7-es busz betétjárataként a Csengery utca felé, útvonala csak annyiban tért el az alapjáratától, hogy nem érintette a kórházat.
 2012. május 1.-jétől hasonló útvonalon 27-es és 27B jelzéssel új buszjáratok indultak, amelyek az Aranyhegyi lakóparkot is érintik. Ekkor a 7-es busz indulásai jelentősen csökkentek, a vonalon döntő többségben az új 27-es buszok jártak.
 2016. július 9-től a 7, 7A, 7B, 27 és 27B jelzésű autóbuszok Csengery utcai végállomása áthelyezésre került: a korábbi nyomda helyett a Király Jenő utcai kereszteződés után kijelölt megállóhelyre érkeznek és onnan indulnak. A Jereván lakótelep felé azonban továbbra is megállnak a Csengery utca, nyomda megállóban. A változtatásra azért volt szükség, hogy az említett járatok ne a nyomdánál lévő megállóhelyen várják indulási idejüket, mert ezzel akadályozzák az ott megálló többi autóbusz forgalmát.
 2022. október 22-től Sopron város önkormányzatának döntése alapján, az energiaválság következtében jelentős menetrendi változások és járatritkítások léptek érvénybe a városban. A módosítások értelmében a 7-es busz a továbbiakban csak a Jereván lakótelep felé közlekedik naponta 1 alkalommal, a Csengery utca irányú indulásai megszűntek, valamint a 7A busz is már csak naponta egyszer jár. Utóbbi járat a Csengery utca, Király Jenő utca végállomástól 27-es jelzéssel közlekedett tovább.
 2023. december 10-től jelentősen átalakult az Aranyhegyi lakópark, a Virágvölgy és a Híd utca térségének közlekedési rendje. A továbbiakban új körjáratok közlekednek 7-es és 27-es jelzéssel, amelyek már a Várkerületet is érintik, így közvetlen kapcsolat jött létre Aranyhegy, Virágvölgy és a belváros között, valamint lényegesen több járat közlekedik a vonalon. Az új közlekedési rend bevezetésével Virágvölgy városrész már hétvégén is elérhetővé válik közösségi közlekedéssel.
 A fenti változtatással a 7A busz eddigi formájában megszűnt, azonban az új vonalcsaládban is szerepel egy betétjárat ugyanezzel a jelzéssel.

## Közlekedés
A vonalon Ikarus 260, Ikarus 280, Ikarus 415, Credo BC 11, Credo BN 12, Credo BN 18, Rába Premier 091, Mercedes-Benz Citaro, Mercedes-Benz Citaro G és MAN Lion’s City típusú járművek közlekedtek.
 
Az autóbusz utolsó menetrendje szerint már csak naponta egyszer közlekedett, azonban a 2022 októberében érvénybe lépett járatritkítások előtt még többször, minden nap kb. 18-23 óra között óránkénti gyakorisággal indult.

## Útvonal
| Jereván lakótelep → Csengery utca, Király Jenő utca |
| --- |
| Jereván lakótelep végállomás – IV. László király utca – Juharfa út – Teleki Pál út – Lackner Kristóf utca – Patak utca – Bécsi út – Stornó Ferenc utca – Kőrösi Csoma Sándor utca – Rákosi út – Híd utca – Fapiac utca – Kőfaragó tér – Magyar utca – Kőszegi út – Csengery utca – Csengery utca, Király Jenő utca végállomás |

## Megállóhelyek
| Távolság (km) | Idő (perc) | Megállóhely neve / korábbi neve(i)     | Átszállási lehetőségek a 2023. december 9-ig érvényes menetrend szerint                                                                                    | Fontosabb nevezetességek, helyek, áruházak és intézmények a közelben                                     |
| ------------- | ---------- | -------------------------------------- | --- | --- |
| 0             | 0          | Jereván lakótelep                      | 1, 2, 3Y, 5, 5A, 5Y, 6, 7B, 10, 10B, 11, 11B, 12, 13, 17, 20, 20Y, 27, 27B                                                                                 | Helyi buszvégállomás                                                                                     |
| 0,3           | 1          | Juharfa út 16.                         | 1, 2, 5Y, 6, 7, 7B, 11Y, 12, 13, 13B, 17, 27, 27B | |
| 0,7           | 2          | Teleki Pál út 2.                       | 1, 2, 3Y, 5, 5A, 5B, 5Y, 6, 7, 7B, 10, 10B, 11Y, 12, 13, 13B, 17, 20, 20Y, 27, 27B                                                                         | McDonald’s étterem Sopron Pláza Káposztás utcai Stadion Ibolya-tó                                        |
| 1,5           | 3          | Lackner Kristóf utca, autóbusz-állomás | 1, 2, 3, 3Y, 4, 5, 5A, 5B, 5T, 5Y, 6, 7, 7B, 8, 10, 10B, 11Y, 12, 13, 13B, 14, 14B, 17, 20, 20Y, 21, 27, 27B, 32, 33 Helyközi és távolsági autóbuszjáratok | Soproni autóbusz-állomás Soproni Rendőrkapitányság Káposztás utcai Stadion INTERSPAR áruház Vásárcsarnok |
| 1,8           | 5          | Bécsi út                               | 5Y, 7, 7B, 27, 27B | |
| 2,7           | 7          | Kőrösi Csoma Sándor utca (temető)      | 5Y, 7, 7B, 27, 27B | Szent Mihály temető Szent Mihály-templom Izraelita temető                                                |
| 3,2           | 10         | Híd utca, Rákosi út Híd utca 58.       | 5Y, 6, 7, 7B, 13, 13B, 27, 27B, 27Y, 33 | Szent Mihály temető Szent Mihály-templom Izraelita temető                                                |
| 3,7           | 11         | Híd utca, Balfi út Híd utca 17.        | 5B, 5Y, 6, 7, 7B, 13, 13B, 14, 14B, 27, 27B, 27Y, 33 | Soproni Szent Kereszt kápolna                                                                            |
| 4,1           | 12         | Fapiac Fapiac 11.                      | 4, 5B, 5Y, 6, 7, 7B, 11A, 11Y, 13, 13B, 14, 14B, 27, 27B, 27Y, 33                                                                                          | Szent István park Soproni Szent István Plébánia                                                          |
| 4,6           | 14         | Csengery utca 89.                      | 4, 5, 5A, 5T, 5Y, 7, 7B, 11, 11A, 11B, 11Y, 17, 20, 20Y, 22, 27, 27B, 27Y, 32 Helyközi és távolsági autóbuszjáratok                                        | Soproni Erzsébet Oktató Kórház és Rehabilitációs Intézet Posta                                           |
| 4,7           | 15         | Csengery utca, Király Jenő utca        | 1, 2, 3Y, 4, 5, 5A, 5T, 7, 7B, 10, 10B, 11, 11A, 11B, 11Y, 12, 12V, 17, 20, 20Y, 22, 27, 27B, 27Y, 32 Helyközi és távolsági autóbuszjáratok                | Sopron vasútállomás GYSEV Zrt. SPAR szupermarket                                                         |